# 3D Construction Kit
3D Construction Kit, pubblicato come Virtual Reality Studio in Nordamerica, è un ambiente di sviluppo di videogiochi sviluppato dalla Incentive Software e pubblicato nel 1991 dalla Domark per i computer Amiga, Amstrad CPC, Archimedes, Atari ST, Commodore 64, MS-DOS (video CGA, EGA o VGA) e ZX Spectrum (almeno 48k). Permette di creare ambientazioni tridimensionali tecnicamente simili a quelle dei videogiochi commerciali prodotti con il motore grafico Freescape della stessa Incentive.
Esiste anche una conversione non ufficiale per Commodore 16.
Nel 1992 uscì un seguito, 3D Construction Kit II o 3D Construction Kit 2.0, solo per i computer a 16 bit.

## Funzionalità
L'interfaccia principale è suddivisa circa a metà e la parte in alto mostra la visuale tridimensionale sul mondo che si sta creando, regolabile in ogni posizione e direzione. La parte in basso è un pannello di controllo con pulsanti. Il puntatore si può controllare con mouse, joystick e/o tastiera a seconda delle versioni.
Il pannello è a sua volta diviso a metà, con la parte sopra dedicata agli spostamenti del punto di vista e la parte sotto, variabile con sottomenù, dedicata ai vari comandi di manipolazione.
Si dispone inoltre di menù a tendina con comandi generali in cima allo schermo.
Nell'ambiente virtuale si creano oggetti a partire da vari elementi geometrici predefiniti, bidimensionali o tridimensionali, che si possono poi trasformare e comporre. Si può definire il colore e il motivo dell'ombreggiatura su ogni faccia di ciascun oggetto. Le facce possono essere anche invisibili, allo scopo di risparmiare risorse di sistema quando non sono comunque mai rivolte verso il giocatore.
Un particolare e importante tipo di oggetto è il sensore, che in gioco può reagire in base alla posizione del giocatore ed eventualmente anche sparargli.
Nel complesso si possono creare ambienti che vanno da spazi aperti a interni di stanze. L'intero scenario è suddiviso in una o più aree, collegabili da porte o altri punti di passaggio; così ad esempio entrando in un edificio si può passare a una nuova area gestita separatamente.
In gioco la visuale è solo in prima persona e si possono permettere movimenti a terra oppure in due modalità di volo, nonché la possibilità di sparare.
Altra componente fondamentale sono le condizioni. A seconda degli eventi che si verificano in gioco, si definiscono azioni in risposta, come nemici che sparano, elementi di scenario che cambiano, effetti sonori o messaggi di testo. Le condizioni possono essere relative a un'area o generali, inoltre le versioni 16 bit hanno condizioni relative agli oggetti e le altre hanno procedure riutilizzabili. Si possono definire numerose variabili di stato. I comandi vengono scritti in un semplice linguaggio chiamato FCL (Freescape Command Language), nello stile del linguaggio di programmazione BASIC.
La grandezza e posizione della finestra di visuale in gioco è regolabile; ciò può permettere migliori prestazioni di velocità di esecuzione con finestre più piccole. Si definisce inoltre il pannello comandi che sarà visibile in gioco. Questo può includere grafiche decorative fisse realizzate con programmi esterni, come OCP Art Studio per sistemi a 8 bit, editor di file IFF su Amiga, e DEGAS o Deluxe Paint su Atari ST.
Quando si desidera si può accedere alla modalità test, per provare il gioco finora definito. Lo scenario creato può essere salvato anche come un videogioco autonomo, giocabile senza possedere il kit. In pratica il file di dati del gioco viene tradotto in un eseguibile in linguaggio macchina.
Nelle versioni per computer a 8 bit (Amstrad, C64 e Spectrum) il kit è costituito in effetti da tre programmi separati: l'editor di ambiente, l'editor di condizioni e il compilatore per creare un gioco autonomo (i primi due sono un programma unico solo nelle versioni Amstrad 128k e Spectrum 128k). Sugli 8 bit ci sono poi altre limitazioni, come la mancanza di un vero sistema di animazione degli oggetti; per spostarli si possono usare solo funzioni di ridisegno (redraw).
Un gioco dimostrativo breve ma completo, noto come The 3D Kit Game, è incluso con il programma.
Con le edizioni originali era inclusa una videocassetta VHS con un video istruttivo di 23 minuti dove Ian Andrew (produttore, ideatore e uno dei progettisti del kit) presenta qualche esempio di utilizzo. Il video è in inglese, a differenza del manuale cartaceo che uscì anche in italiano.

## Accoglienza
3D Construction Kit di solito fu molto apprezzato dalla critica dei suoi tempi, in tutte le sue versioni.
Vinse il premio Tilt d'Or 1991 della rivista Tilt e di Canal+, nelle versioni Atari ST e Amiga, come miglior software di creazione grafica.
Secondo la rivista Zzap! (Commodore 64) il kit dà la possibilità di creare ambientazioni che possono rivaleggiare con i giochi commerciali Freescape. La velocità di esecuzione è rispettabile e analoga a quella di Total Eclipse o Castle Master. Il programma è sofisticato e dotato di buona interfaccia, sebbene un po' complicato.
The Games Machine apprezzò la versione Amiga, nonostante qualche difetto per la finestra visuale piccola e i movimenti lenti e scattosi; limitazioni che ormai l'Amiga mostrava comunemente nel 3D rispetto ai nuovi PC.
Computer+Videogiochi assegnò il voto 90% alla versione Amiga, lodandone la facilità d'uso, con qualche riserva sulla lentezza e i pochi colori disponibili. Trovò il programma per Atari ST molto interessante, ma poco utile e troppo costoso, segnalando anche in questo caso che un PC veloce era più adatto a questo genere di prestazioni.
Secondo K (Amiga) era uno dei programmi del suo genere più intuitivi in circolazione. Solo con oggetti molto complessi le difficoltà aumentano e si sente la mancanza della possibilità di agire con il puntatore direttamente sulla grafica, presente invece in altri programmi.
Diversi giochi completi gratuiti sono stati realizzati con questo sistema da appassionati e poi divulgati, più o meno per tutte le piattaforme, anche molti anni dopo la sua vita commerciale.